# NBA All-Star Game 2008

All-Star Game 2008 Logo

Das NBA All-Star Game 2008 fand am 17. Februar in New Orleans (Louisiana) statt. Das 57. All-Star Game wurde in der New Orleans Arena ausgetragen, der Heimstätte der New Orleans Hornets, des ortsansässigen NBA-Teams.
Das Spiel konnte das Team der Eastern Conference mit 134 – 128 für sich entscheiden. Zum MVP des Spiels wurde LeBron James von den Cleveland Cavaliers gewählt, der mit 27 Punkten, neun Assists und acht Rebounds erheblichen Anteil am Sieg des Ostens hatte.

## Trainer
Die Trainer der beiden All-Star Mannschaften waren die beiden NBA-Coaches, deren Teams am 3. Februar (zwei Wochen vor dem Spiel) die jeweilige Conference anführten.
In der Western Conference gestaltete sich die Auswahl dieses Jahr besonders kompliziert: Mike D’Antoni von den Phoenix Suns, dem Spitzenreiter im Westen, coachte bereits im Vorjahr die Auswahl, weswegen er nicht zur Auswahl stand. Hinter den Suns lagen die Dallas Mavericks und die New Orleans Hornets gleichauf an der zweiten Position. Da Dallas Avery Johnson schon 2006 an der Seitenlinie stand, fiel die Auswahl auf den Trainer der Hornets, der das letzte Mal 2002 beim All-Star Game im Einsatz war, als er damals die Auswahl des Ostens betreute.
- Western Conference: Byron Scott (New Orleans Hornets)
- Eastern Conference: Doc Rivers (Boston Celtics)

## Spieler
Die Spieler der Western Conference traten in Trikots mit weißer Vorderseite und goldener Rückseite an, Schriftzüge und Nummern waren in rot gehalten.
Die Spieler der Eastern Conference traten in Trikots mit blauer Vorderseite und weißer Rückseite an. Schriftzüge und Nummern waren in weiß bzw. blau gehalten.

### Starting Five
Im Zeitraum vom 14. November 2007 bis zum 20. Januar 2008, hatten die Fans die Möglichkeit abzustimmen, welche Spieler zu Beginn des Spiels auf dem Parkett stehen sollten. Über das Internet, in den NBA Arenen und in den Geschäften eines Sponsors konnte sich jeder Wähler pro Conference für zwei Forwards, zwei Guards und einen Center entscheiden.
Die meisten Stimmen erhielt Kevin Garnett mit 2.399.148 Stimmen, gefolgt von LeBron James (2.108.831), der im Vorjahr die meisten Stimmen erhielt, und Dwight Howard (2.066.991). Danach rangiert der erste Spieler der Western Conference, Kobe Bryant (2.004.940), der im Vorjahr den MVP-Award im All-Star Game gewinnen konnte.
Western Conference:
- F: Carmelo Anthony (Denver Nuggets)
- F: Tim Duncan (San Antonio Spurs)
- C: Yao Ming (Houston Rockets)
- G: Kobe Bryant (LA Lakers)
- G: Allen Iverson (Denver Nuggets)

Eastern Conference:
- F: Kevin Garnett1 (Boston Celtics)
- F: LeBron James (Cleveland Cavaliers)
- C: Dwight Howard (Orlando Magic)
- G: Jason Kidd (New Jersey Nets)
- G: Dwyane Wade (Miami Heat)

Für den verletzten Kevin Garnett beorderte Ost-Coach Doc Rivers Chris Bosh von der Ersatzbank in die Starting-Five.

### Ersatzspieler
Um zu vermeiden, dass nur bei den Fans beliebte Spieler am All-Star Game teilnehmen und „unbeliebtere“, bessere Spieler zuschauen müssen, wurden die Ersatzspieler nach dem Fan-Voting von den 15 Head Coaches ihrer Conference gewählt. Dabei durfte kein Trainer für Spieler aus seiner eigenen Mannschaft stimmen.
Am 31. Januar wurde bekannt gegeben, welche Spieler auf der Ersatzbank Platz nehmen dürfen. Eingeladen wurden die zwei Forwards, die zwei Guards und der Center mit den meisten Stimmen, sowie die beiden Spieler die von den übrigen Spielern, unabhängig von der Position, von den Head Coaches die meisten Stimmen erhalten haben.
- F: Carlos Boozer (Utah Jazz)
- F: Dirk Nowitzki (Dallas Mavericks)
- F-C: Amar'e Stoudemire (Phoenix Suns)
- F: David West (New Orleans Hornets)
- G: Steve Nash (Phoenix Suns)
- G: Chris Paul (New Orleans Hornets)
- G: Brandon Roy (Portland Trail Blazers)

- F-C: Chris Bosh1 (Toronto Raptors)
- F: Caron Butler2 (Washington Wizards)
- F: Antawn Jamison (Washington Wizards)
- F: Paul Pierce (Boston Celtics)
- G: Chauncey Billups (Detroit Pistons)
- G: Richard Hamilton (Detroit Pistons)
- G: Joe Johnson (Atlanta Hawks)

### Ausfälle
Aufgrund der Verletzungen von Kevin Garnett und Caron Butler im Osten nominierte NBA-Commissioner David Stern folgende Spieler für das All-Star Game nach:
- C: Rasheed Wallace1 (Detroit Pistons)[6]
- G: Ray Allen2 (Boston Celtics)[7]

## Wettbewerbe im Rahmenprogramm
Im Rahmenprogramm des All-Star Games fanden am Freitag und Samstag vor dem Spiel folgende Wettbewerbe statt:
- Slam Dunk Contest: Dwight Howard (Orlando Magic)[9]
- Three-Point Shootout: Jason Kapono (Toronto Raptors)
- Skills Challenge: Deron Williams (Utah Jazz)
- Shooting Stars Challenge: Team San Antonio (Tim Duncan, David Robinson, Becky Hammon)
- Rookie-Challenge: Sophomores – Rookies 136:109[10] – MVP: Daniel Gibson (Cleveland Cavaliers)

- D-League All-Star Game: Blau – Rot 117:99[11] – MVP: Jeremy Richardson (Fort Wayne Mad Ants)
- D-League Dream Factory Friday Night Resultate[12]:

- Slam Dunk Contest: Brent Petway (Idaho Stampede)
- Three-Point Shootout: Adam Harrington (Tulsa 66ers)
- H.O.R.S.E.: Lance Allred (Idaho Stampede)
- Hot-Shot: Carlos Powell (Dakota Wizards) und Will Clapp (ein Fan aus New Orleans)